# アレックス・ソラ
アレックス・ソラ・ロペス＝オカーニャ（Álex Sola López-Ocaña、1999年6月9日 - ）は、スペイン・バスク州サン・セバスティアン出身のサッカー選手。ヘタフェCF所属。ポジションはDF。

## クラブ経歴
バスク州のサン・セバスティアンに生まれ、レアル・ソシエダで育成された。2019年2月16日、ラ・リーガのCDレガネス戦にて、先発フル出場してレアル・ソシエダでのトップチームデビューを果たした。
2019年8月14日、セグンダ・ディビシオンのCDヌマンシアにシーズン終了までの契約でレンタル移籍をした。
2022年8月2日、正式にトップチームへの昇格が決定し、背番号2を着用することも併せて発表された。
2023年9月1日、デポルティーボ・アラベスにレンタル移籍した。
2024年7月15日、ヘタフェCFに3年契約で移籍した。